# Riftdal
Riftdal är en storskalig och långsträckt gravsänka som uppstått genom divergerande tektoniska rörelser eller utsträckning av jordskorpan. Ofta rör det sig om två tektoniska plattor som rör sig från varandra. Mest känd är Rift Valley i östra Afrika.

## Etymologi
Begreppet kommer från engelskans rift valley, där det första ordet i sin tur har skandinaviskt ursprung och relaterat till ordet riven.

## Exempel
- Östafrikanska gravsänkesystemet
- Röda havet